# Ramon-Maria (La magnitud de la tragèdia)
Ramon-Maria és un personatge de ficció de la novel·la La magnitud de la tragèdia de l'escriptor Quim Monzó, la qual fou publicada l'any 1989.

## El personatge dins del context de l'obra
Ramon-Maria és un trompetista i editor català de la segona meitat del segle xx, el qual és famós no per la música ni per les edicions ni per les relacions amb la vedet Maria-Eugènia, sinó per patir la síndrome de Sciamscia (erecció gairebé perpètua). Quan el doctor Puig-Amer la hi diagnosticà i li donà set setmanes de vida, hipotecà la casa per 43 milions de pessetes i es dedicà cada dia a una activitat diferent. Assegurà, a més, el futur d'Anna-Francesca (filla de Rosa-Margarida, de qui havia enviudat un any abans), que estudiava primer de BUP en una institució pedagògica i l'odiava a mort, tot i les 7.000 pessetes d'assignació setmanal que li pagava. L'odiava tant que havia decidit matar-lo. I morí: havia anat a fer una reparació (demanada per ella) a la teulada i caigué al carrer. Es diu que Anna-Francesca, a qui feia poc que havia desflorat Lluís-Albert (cap d'estudis de la institució pedagògica on estudiava) se sentí molt alleujada quan descobrí que al seu padrastre només li quedaven unes quantes setmanes de vida. Tot seguit, però, el banc li va descomptar el primer termini de la hipoteca ("Quina hipoteca?", expliquen que es preguntava).

## Fragment literari escollit
| « | "El cambrer va somriure; amb la mà dreta va acariciar suaument el llom del bloc que aguantava amb l'esquerra, i va explicar: —De postres tenim pastís de poma, pastís de coco, pastís de xocolata, pastís de meló, mousse de llimona, profiteroles. També hi ha fruita. De fruita tenim... —Jo potser prendré pastís de meló —va dir la Maria-Eugènia, somrient. El cambrer va anotar-ho i, sense alçar el cap, va dirigir els ulls cap al Ramon-Maria, que encara no s'havia decidit. Sempre li havia costat triar, quan el cambrer cantava el menú per comptes de dur-lo escrit. Si hi hagués pensat, li hauria demanat, just quan començava a enumerar les postres, que fes el favor de dur el menú, com havia fet amb els primers i els segons plats, i amb els vins. No acabava d'entendre per què, tan sovint, a les postres no es presenta el menú escrit. Com que, per una banda, el cambrer parlava amb la pressa de qui ja s'ho sap de memòria i, per l'altra, el Ramon-Maria pensava en totes aquestes altres coses, no va poder retenir les postres que li proposava: va demanar-li que les hi tornés a dir. El cambrer va somriure, el va mirar amb ulls que s'esforçaven per demostrar que, en cap moment, no es pensava que les hi fes repetir per putejar-lo, i va tornar a començar: —Tenim pastís de poma, pastís de coco, pastís de xocolata, pastís de meló, mousse de llimona, peres amb xocolata, profiteroles... —¿Peres amb xocolata? — va interrompre'l la dona, alçant les celles. —Sí. —Abans no ho ha dit. —¿Vol peres amb xocolata per comptes de pastís de meló? ¿L'hi canvio? —No. Pastís de meló, com havia dit." | » |